# オービー企画
株式会社オービー企画（オービーきかく、英: OB Planning Co.,Ltd.）は、映像プロデュースを主な事業とする日本の企業。
代表作に『頭文字D』やあだち充作品（ただし、企画協力）などがある。

## 沿革
1981年9月に創業。創業当初は、『みゆき』・『タッチ』などといったあだち充原作のテレビアニメの企画協力や小学館系の漫画家のエージェント業務が主だった。その後1980年代半ばにOVAに進出し、スタジオぴえろ（現：ぴえろ）やスタジオぎゃろっぷ（現：ぎゃろっぷ）の初期作品の企画・製作に関わった。
1990年頃に関連会社であるパステルを設立。以降、『スローステップ』・『YAIBA』などといった同社企画・製作作品の実制作のほとんどは全てパステルが請け負うようになった。
2000年12月19日にもう一つの関連会社としてエー・シー・ジー・ティー（以下、A・C・G・T）を設立。代表に元トライアングルスタッフのプロデューサー安部正次郎が就任、所属スタッフには同じく元トライアングルスタッフの制作スタッフである馬場健らがいる。同時期に関連会社であるパステルがアニメーション制作事業から撤退。以降はA・C・G・T制作作品の3DCG部分の制作を主とした。
2009年6月に第三者による改ざんがあったため、公式サイトを一時的に閉鎖。2010年1月にウイルス除去の作業が終了したため、サイトの閉鎖を解除。

## 製作履歴
- 県立地球防衛軍
- 頭文字Dシリーズ
- 新・北斗の拳
- DEAR BOYS
- 人間交差点
- エリア88
- 湾岸ミッドナイト